# Kouhei Kadono
Kouhei Kadono (上遠野浩平, Kadono Kouhei, 12 de dezembro de 1968 -) é um novelista japonês. Seu trabalho mais conhecido é o seu debut, Boogiepop wa Warawanai (ブギーポップは笑わない); que ganhou o 4.º Prêmio de Novel Dengeki Game e recebeu uma adaptação a anime em 2000, intitulada Boogiepop Phantom.

## Vida e carreira
Nascido em Chiba em 1968 e criado em Kanagawa, ele se formou no Colégio Ryonan de Yokohama do distrito de Kanagawa e posteriormente em Ciências Comerciais na Universidade Housei, no segundo departamento de Economia. Após se formar, começou a trabalhar em para uma empresa de manutenção, mas logo a abandonou. Antes de se tornar então um autor, enviou manuscritos continuamente para o Grande Prêmio Japonês de Novel de Fantasia, Grande Prêmio Kobalt Novels e vários outros grandes prêmios para novatos com grande apelo público e enquanto isso, também se dedicou à modelagem.
Em 1996, sua novel "Super Magic Hyper Machine" se tornou um finalista do 1.º Grande Prêmio Sonorama Bunko e no ano seguinte, "Boogiepop wa Warawanai" venceu o 4.º Grande Prêmio de Novel Dengeki Game. Em 1998 debutou com o título de mesmo nome. O mesmo trabalho foi durante muitos anos a obra com o maior número de vendas da Dengeki Bunko, recebendo adaptação para anime, filme live-action e etc, além de influenciar fortemente o mundo das light novels. Dentre os autores de light novels que afirmam ter recebido grande influência pelos trabalhos de Kouhei Kadono estão Nishio Ishin e Nasu Kinoko; Satou Yuuya também afirma ter recebido influência vinda de Kadono.
Após seu debut, começou instantaneamente a escrever light novels sob o selo Dengeki Bunko, sendo parte fundamental do boom das light novels na segunda metade da década de 90. Em seguida, ele publicou em várias editoras, entre elas, Kodansha, Tokuma Shoten, Shodensha, Fujimi Shobou, dentre outras; publicando inúmeros títulos em diversos labels, mostrando uma atividade sem limitações nas light novels.

## Obras

### Dengeki Bunko

#### Boogiepop Series
| #  | Título                                                                                                   | Data de Publicação | ISBN                   |
| -- | --- | ------------------ | ---------------------- |
| 1  | Boogiepop wa Warawanai (ブギーポップは笑わない)                                                          | Fevereiro de 1998  | ISBN 4-8402-0804-2     |
| 2  | Boogiepop Returns VS Imaginator Part 1 (ブギーポップ・リターンズ VSイマジネーター Part 1)                | Agosto de 1998     | ISBN 4-8402-0943-X     |
| 3  | Boogiepop Returns VS Imaginator Part 2 (ブギーポップ・リターンズ VSイマジネーター Part 2)                | Agosto de 1998     | ISBN 4-8402-0944-8     |
| 4  | Boogiepop In The Mirror Pandora (ブギーポップ・イン・ザ・ミラー パンドラ)                                | Dezembro de 1998   | ISBN 4-8402-1035-7     |
| 5  | Boogiepop Overdrive Waikyoku Ou (ブギーポップ・オーバードライブ 歪曲王)                                  | Fevereiro de 1999  | ISBN 4-8402-1088-8     |
| 6  | Yoake no Boogiepop (夜明けのブギーポップ)                                                                | Maio de 1999       | ISBN 4-8402-1197-3     |
| 7  | Boogiepop Missing Peppermint no Majutsushi (ブギーポップ・ミッシング ペパーミントの魔術師)               | Agosto de 1999     | ISBN 4-8402-1250-3     |
| 8  | Boogiepop Countdown Embryo Shinshoku (ブギーポップ・カウントダウン エンブリオ浸蝕)                       | Dezembro de 1999   | ISBN 4-8402-1358-5     |
| 9  | Boogiepop Wicked Embryo Enjou (ブギーポップ・ウィキッド エンブリオ炎生)                                  | Fevereiro de 2000  | ISBN 4-8402-1414-X     |
| 10 | Boogiepop Paradox Heartless Red (ブギーポップ・パラドックス ハートレス・レッド)                          | Fevereiro de 2001  | ISBN 4-8402-1736-X     |
| 11 | Boogiepop Unbalance Holy & Ghost (ブギーポップ・アンバランス ホーリィ&ゴースト)                          | Setembro de 2001   | ISBN 4-8402-1896-X     |
| 12 | Boogiepop Staccato Jinx Shop he Youkoso (ブギーポップ・スタッカート ジンクス・ショップへようこそ)        | Março de 2003      | ISBN 4-8402-2293-2     |
| 13 | Boogiepop Bounding Lost Moebius (ブギーポップ・バウンディング ロスト・メビウス)                          | Abril de 2005      | ISBN 4-8402-3018-8     |
| 14 | Boogiepop Intolerance Orfe no Hakobune (ブギーポップ・イントレランス オルフェの方舟)                     | Abril de 2006      | ISBN 4-8402-3384-5     |
| 15 | Boogiepop Question Chinmoku Piramide (ブギーポップ・クエスチョン 沈黙ピラミッド)                         | Janeiro de 2008    | ISBN 4-8402-4141-4     |
| 16 | Boogiepop Darkly Bakeneko to Memai no Scat (ブギーポップ・ダークリー 化け猫とめまいのスキャット)         | Dezembro de 2009   | ISBN 978-4-04-868197-1 |
| 17 | Boogiepop Unknown Kowarekake no Moonlight (ブギーポップ・アンノウン 壊れかけのムーンライト)              | Fevereiro de 2011  | ISBN 978-4-04-870122-8 |
| 18 | Boogiepop Within Sabi Mamire no Babylon (ブギーポップ・ウィズイン さびまみれのバビロン)                  | Setembro de 2013   | ISBN 978-4-04-891870-1 |
| 19 | Boogiepop Changeling Youan no Decadent Black (ブギーポップ・チェンジリング 溶暗のデカダント・ブラック)   | Novembro de 2014   | ISBN 978-4-04-869047-8 |
| 20 | Boogiepop Antithesis Alternative Ego no Hangyaku (ブギーポップ・アンチテーゼ オルタナティヴ・エゴの乱逆) | Março de 2016      | ISBN 978-4-04-865831-7 |